# بالاتينات-نيوبورغ
بالاتينات-نيوبورغ (بالألمانية : Herzogtum Pfalz-Neuburg)؛ أو يُعرف أحيانا بـ بالاتينات العليا (Junge Pfalz)؛ كانت منطقة تابعة لإمبراطورية الرومانية المقدسة، تأسست في عام 1505 من قبل فرع من سلالة فيتلسباخ، كانت عاصمتها نيوبورغ أن دير دوناو.

## التاريخ
تأسست الدوقية بعد قرار تحكيم من الملك ماكسيمليان الأول في عام 1505 لتسوية حرب الخلافة لاندسهوت وظلت موجودة حتى عام 1799 أو 1808، تم إنشاء الدوقية من الأراضي الواقعة شمال نهر الدانوب لصالح أحفاد الراحل غيورغ دوق بافاريا-لاندسهوت (أوتو هنري وفيليب)؛ ابنا روبريخت من بالاتينات، وبما أنهم كانو قُصر تولى جدهم من أبيهم فيليب ناخب بالاتينات الوصاية عليهم واستمر حتى وفاته عام 1508 وتلاه عمهم الناخب فريدرخ الثاني حتى 1522، في عام 1541 تحول أوتو هنري إلى اللوثرية أصبحت كنيسة قصره في قلعة نيوبورغ هي أول كنيسة بروتستانتية مبنية حديثًا على الإطلاق .
في عام 1557 تنازل أوتو هنري عن دوقية (فيما يسمى بالاتينات العليا) إلى فولفغانغ كونت بالاتينات-تسفايبروكن، أسس ابنه البكر فيليب لودفيغ في عام 1569 فرع بالاتينات-تسفابيروكن-نيوبورغ، انفصلت عنها آل بالاتينات-زولتسباخ في عام 1614.
خلال حرب خلافة يوليش بين عامي 1609 و 1614 استطاع دوقات ضم دوقية يوليش وبرغ، ومع عام 1617 أصبحت كاثوليكية مرة أُخرى، وفي 1685 أصبحوا ناخبو بالاتينات مرة أُخرى.
وفي عام 1800 غزت فرنسا الدوقية وفي 26 يونيو 1800 خاضت جيوش هابسبورغ وفورتمبيرغ وبافاريا معركة هناك. بعد القتال لمعظم اليوم انسحبت جيوش التحالف، احتل الفرنسيون مدينة نيوبورج ، أسس الجنرال نيي مقره في القلعة هناك.
في 1806 تم حل الإمبراطورية الرومانية المقدسة، ومنها أصبحت تابعة للمملكة بافاريا الوليدة، ألغيت دوقية بالاتينات - نيوبورغ رسمياً في عام 1808، وخلال تقسيم بافاريا إلى مقاطعات في عام 1837 انضمت بالاتينات-نيوبورغ إلى شفابين، ولكنها أصبحت جزءًا من بافاريا العليا في السبعينيات.

## الحكام
- شقيقان تحت وصاية ناخبو بالاتينات:-
  - أوتو هنري (1505-1557؛ ناخب بالاتينات من 1556 حتى وفاته في 1559).
  - فيليب (1505-1541؛ توفي في. 1448).

### آل بالاتينات-تسفابيروكن-نيوبورغ

شعار فولفغانغ فيلهلم

شعار ناخبو بالاتينات من آل نيوبورغ.

تنازل أوتو هنري عنها لصالح فولفغانغ:-
- فولفغانغ (1557 - 1559)؛ هوأحد أعضاء فرع زيمرن.
- فيليب لودفيغ (1569–1614؛ دوق يوليش وبرغ أيضًا عام 1614).
- فولفغانغ فيلهلم (1614–1653؛ أيضًا دوق يوليش وبيرغ منذ 1614).
- فيليب فيلهلم (1653-1690؛ أيضًا دوق يوليش وبيرغ منذ 1653، وناخب بالاتينات منذ 1685).
- يوهان فيلهلم (1690-1716؛ أيضًا دوق يوليش وبيرغ منذ 1679 وناخب بالاتينات من 1690).
- كارل فيليب (1716-1742؛ أيضًا دوق يوليش وبيرغ وناخب بالاتينات منذ 1716).

مع وفاة الناخب كارل فيليب في عام 1742، انتقلت جميع أراضيه بما في ذلك دوقية بالاتينات-نيوبورج إلى فرع بالاتينات-زولتسباخ من سلالة فيتلسباخ، كان كارل ثيودور من نسل أوغسطس كونت بالاتينات-زولتسباخ، شقيق فولفغانغ فيلهلم، وأيضا كان متزوجاً من حفيدته.

### آل بالاتينات-زولتسباخ
- كارل تيودور (1742-1799؛ ناخب بالاتينات منذ 1742، وناخب بافاريا منذ 1777).

### آل بالاتينات-تسفابيروكن-بيركنفيلد
- ماكسيميليان يوزف (1799-1808؛ ناخب بافاريا منذ 1799؛ ملك بافاريا منذ 1806).